# Conostegia lindenii
Conostegia lindenii är en tvåhjärtbladig växtart som beskrevs av Célestin Alfred Cogniaux. Conostegia lindenii ingår i släktet Conostegia och familjen Melastomataceae.
Artens utbredningsområde är Kuba. Inga underarter finns listade i Catalogue of Life.